# Burkhard Fritz
Burkhard Fritz (geboren 1970 in Hamburg) ist ein deutscher Opernsänger der Stimmlage Tenor.

## Leben und Werk
Parallel zu seiner Gesangsausbildung bei Ute Buge studierte Burkhard Fritz Medizin an der Universität Hamburg. Seine Stimmbildung setzte er bei Alfredo Kraus, Carlo Bergonzi, Arturo Sergi und zuletzt bei Irmgard Hartmann-Dressler fort. Erste Engagements führten ihn ans Stadttheater Bremerhaven und ans Musiktheater im Revier in Gelsenkirchen.
Von 2004 bis 2010 war er Ensemblemitglied der Staatsoper Unter den Linden in Berlin, wo er sich mit Erfolg im deutschen, italienischen und französischen Fach etablieren konnte. Seit 2010 ist er freischaffend tätig. Sein Opernrepertoire umfasst neben den klassischen Heldenpartien Richard Wagners auch Florestan, Max, Hüon, Bacchus und Kaiser, Don José und Benvenuto Cellini, Alvaro und Cavaradossi, aber auch lyrischere Partien, wie die Titelrollen in Mozarts Lucio Silla und Idomeneo. Für November 2018 ist sein Rollendebüt in der Titelrolle des Siegfried von Richard Wagner in der Lyric Opera of Chicago angekündigt. Sein Debüt als Tristan fand ab Mai 2022 an der Saarbrücker Oper statt.
Gastverpflichtungen führten ihn unter anderem an die Staatsoper Wien, die Bayerische Staatsoper in München, zu den Bayreuther und den Salzburger Festspielen, an das Teatro Real in Madrid, an das La Monnaie in Brüssel, an die Oper Frankfurt, nach Hamburg, Kopenhagen und Antwerpen sowie zum Richard-Strauss-Festival in Garmisch-Partenkirchen. Er sang die Titelpartie bei der chinesischen Erstaufführung des Parsifal und gastierte als Florestan und Parsifal in Japan. Große Beachtung fand eine szenische Aufführung von Schönbergs Gurre-Liedern an der Oper Amsterdam.
Er arbeitete bislang mit folgenden Dirigenten zusammen: Daniel Barenboim, Gustavo Dudamel, Valery Gergiev, Mariss Jansons, Paavo Järvi, Philippe Jordan, Dmitri Jurowski, Zubin Mehta, Kent Nagano, Andris Nelsons, Ulf Schirmer, Christian Thielemann, Sebastian Weigle und Simone Young.
Sein Konzertrepertoire ist weit gespannt und reicht von Beethoven Neunter und dessen Missa solemnis bis zum Buch mit sieben Siegeln von Franz Schmidt und den Gurre-Liedern von Arnold Schönberg. Er übernahm die Tenorpartien in den Totenmessen von Hector Berlioz (Grande Messe des Morts) und Giuseppe Verdi (Messa da Requiem), in der Petite Messe solennelle von Rossini und in der Glagolitischen Messe von Janáček. Weiters sang er Liszts Faust-Sinfonie, Mahlers Lied von der Erde und dessen Achte, Mendelssohn-Bartholdy Erste Walpurgisnacht, Schumanns Ballade Der Königssohn und dessen Oratorium Das Paradies und die Peri. Außerdem übernahm er konzertant die Titelpartie in Berlioz’ La damnation de Faust.

## Rollen (Auswahl)
Beethoven:
- Florestan im Fidelio

Berlioz:
- Titelpartie in Benvenuto Cellini

Bizet:
- Don José in Carmen

Dvořák:
- Prinz in Rusalka

Korngold:
- Paul in Die tote Stadt

Mozart:
- Titelpartie in Lucio Silla
- Titelpartie in Idomeneo

Mussorgski:
- Grigorij Otrepjew | Dmitrij in Boris Godunow Urfassung

Puccini
- Cavaradossi in Tosca
- Pinkerton in Madama Butterfly

Schreker
- Fritz in Der ferne Klang

Smetana:
- Hans in Die verkaufte Braut

Richard Strauss:
- Tenor | Bacchus in Ariadne auf Naxos
- Kaiser in Die Frau ohne Schatten

Verdi:
- Henri in Les vêpres siciliennes auch ital.
- Alvaro in La forza del destino

Wagner:
- Arindal in Die Feen
- Erik in Der fliegende Holländer
- Titelpartie in Tannhäuser
- Titelpartie in Lohengrin
- Stolzing in Die Meistersinger von Nürnberg
- Titelpartie in Parsifal

Weber:
- Max in Der Freischütz
- Hüon in Oberon

## Tondokumente
Auf DVD erschienen bisher Aufzeichnungen von
- Benvenuto Cellini von den Salzburger Festspielen 2007,
- Les vêpres siciliennes aus der Oper Amsterdam bei Opus Arte,
- Die Meistersinger von Nürnberg mit dem Radio Filharmonisch Orkest bei Quattro Live Niederlande,
- Die Feen mit dem Frankfurter Opern- und Museumsorchester unter Sebastian Weigle und
- Die Frau ohne Schatten mit dem Frankfurter Opern- und Museumsorchester bei OEHMS Classics.

Weiters bestehen Aufnahmen von Beethovens Neunter (unter Daniel Barenboim bei Warner Classics), Mahlers Achter (mit dem Los Angeles Philharmonic Orchestra und dem Simon Bolivar Orchester unter Gustavo Dudamel) sowie dessen Lied von der Erde (bei Pentagone Classics).